# Ukrhidroenerho
Die Ukrhidroenerho (ukrainisch Укргідроенерго) ist ein ukrainisches Staatsunternehmen, das die großen ukrainischen Wasserkraftwerke an den Flüssen Dnepr und Dnister betreibt. Die Gesellschaft ist die größte Erzeugerin von elektrischer Energie aus Wasserkraft in der Ukraine.
Nach der russischen Invasion der Ukraine 2022 lagen auch einzelne große Wasserkraftwerke in den umkämpften Gebieten.

## Geschichte
Das Energieministerium der Ukraine veranlasste mit einem Erlass vom 27. Dezember 1994 die Gründung der staatlichen Agentur Dniprohidroenerho und übertrug ihr den Betrieb der bereits bestehenden Flusskraftwerke am Dnepr. Der erste Direktor des Unternehmens war Semen Potaschnyk. 2003 errichtete das Energieministerium das staatliche Unternehmen Ukrhidroenerho, in welchem die seit 1994 bestehende Dniprohidroenerho mit dem Unternehmen Dnistrohidroenerho vereint wurde.
Am 13. Juli 2016 genehmigte das Regierungskabinett der Ukraine das Entwicklungsprogramm Wasserkraft 2026. Gemäß diesem Plan begann Ukrhidroenerho 2017 den Bau des Pumpspeicherkraftwerks Kaniw und später den Bau weiterer Anlagen. Die Leistung mehrerer Kraftwerke wurde ausgebaut.
Während der Invasion der Ukraine 2022 eroberten russische Streitkräfte Ende Februar 2022 Gebiete in der Nähe der Wasserkraftwerke bei Kiew und das Wasserkraftwerk Kachowka in der Südukraine. Dort rückten sie über die Straße auf dem Staudamm in das Gebiet westlich des Denpr vor. Ukrhidroenerho verlor dadurch die Kontrolle über die Stromproduktion. Im Frühjahr 2023 zogen sich die russischen Truppen aus dem Kampfgebiet westlich des Flusses zurück, hielten aber die Kraftwerksanlagen weiter besetzt. Am 6. Juni 2023 wurde der mittlere Abschnitt des Damms und das Wasserkraftwerk gesprengt und das im Kachowkaer Stausee aufgestaute Wasser begann in den unteren Flussabschnitt des Dnepr abzufließen.

## Kraftwerke
| Anlage                        | Leistung                 |
| ----------------------------- | ------------------------ |
| DniproHES                     | 1548 MW                  |
| Dniester HES-1                | 702 MW                   |
| Pumpspeicherkraftwerk Dnister | (im Bau) geplant 2268 MW |
| Kraftwerk Mitteldnepr         | 352 MW                   |
| Wasserkraftwerk Kiew          | 419 MW                   |
| Wasserkraftwerk Kaniw         | 444 MW                   |
| Wasserkraftwerk Krementschuk  | 624 MW                   |
| Wasserkraftwerk Kachowka      | 357 MW                   |
| Pumpspeicherkraftwerk Kiew    | 235 MW                   |
| Pumpspeicherkraftwerk Kaniw   | (im Bau) geplant 1000 MW |
| Wasserkraftwerk Kachowka 2    | (im Bau)                 |